# Brug 1354
Brug 1354 is een bouwkundig kunstwerk in Amsterdam-Zuidoost.
De brug maakt deel uit van het voet- en fietspadensysteem in de wijk Gein I-IV. Die wijken werden ingericht rond 1982. Zelfstandig architect Dirk Sterenberg ontwierp vanuit Hoorn voor de Dienst der Publieke Werken talloze bruggen alleen bestemd voor voetgangers en fietsers, zo ook deze brug 1354. Deze is gelegen in het kilometerslange Kelbergenpad, dat Zuidoost van noord naar zuid doorsnijdt. De brug ligt in een groenstrook met waterpartij tussen de zogenaamde P- en V-buurten met respectievelijk Parkhof en Vreeswijkpad.
Brug 1354 is er één vanuit een serie die allemaal hetzelfde uiterlijk hebben. Per twee pijlers is er een aan de onderzijde een afgerond juk geplaatst die de liggers draagt. De brug kreeg in 1982 stevige dikke houten balken als leuning en ook de borstweringen zijn elders in Gein bij tientallen bruggen te vinden, zoals bij de Jean-Paul Sartrebrug (brug 1264) en brug 1358. Brugdek en leuningen waren niet bestand tegen het Nederlandse weer. De bovenbouw, origineel bestaand uit witte beschilderde balken, werd begin 21e eeuw vervangen door slankere leuningen naar model van Haasnoot Bruggen, die relatief veel bruggen bouwde en vernieuwde in Amsterdam.   
<<< · 1301 · 1302 · 1303 · 1304 · 1305 · 1306 · 1307 · 1308 · 1309 · 1311 · 1312 · 1313 · 1314 · 1315 · 1316 · 1317 · 1319 · 1320 · 1321 · 1322 · 1323 · 1324 · 1325 · 1326 · 1327 · 1328 · 1329 · 1330 · 1331 · 1332 · 1333 · 1334 · 1335 · 1336 · 1337 · 1338 · 1339 · 1340 · 1342 · 1343 · 1344 · 1345 · 1346 · 1347 · 1348 · 1349 · 1350 · 1351 · 1352 · 1353 · 1354 · 1355 · 1356 · 1357 · 1358 · 1359 · 1360 · 1361 · 1362 · 1363 · 1364 · 1365 · 1366 · 1367 · 1368 · 1373 · 1375 · 1376 · 1377 · 1378 · 1379 · 1380 · 1381 · 1382 · 1383 · 1384 · 1385 · 1386 · 1387 · 1388 · 1389 · 1390 · 1391 · 1392 · 1396 · 1397 · 1398 · 1399 · >>>
Brugnummers 1300, 1318, 1341, 1369-1372, 1374, 1393, 1394, 1395 zijn niet vergeven. 1310 is gesloopt; brug 1318 is nooit gebouwd in verband met niet aanleggen Veenendaaldreef.